# Daniela Anschütz-Thoms
Daniela Anschütz-Thoms (n. 20 noiembrie 1974, Erfurt, RDG) este o sportivă ce a reprezentat Germania, medaliată olimpică. A participat la 3 ediții ale Jocurilor Olimpice (2002, 2006, 2010) în care a câștigat două medalii de aur.